# 2130 Evdokiya
A 2130 Evdokiya (ideiglenes jelöléssel 1974 QH1) a Naprendszer kisbolygóövében található aszteroida. Ljudmila Zsuravljova fedezte fel 1974. augusztus 22-én.